# Коносамент
Коносамент (фр. le connaissement; англ. bill of lading, B/L, BOL) или Грузовая роспись — документ, выдаваемый перевозчиком груза грузовладельцу, удостоверяющий право собственности на отгруженный товар.
Коносамент выполняет одновременно несколько функций:
- расписка перевозчика в получении груза для перевозки, с одновременным описанием видимого состояния груза
- подтверждение договора перевозки груза
- товарораспорядительный документ

Может служить обеспечением кредита под отгруженные товары.
Первоначально коносамент применялся при транспортировке грузов морским транспортом. Сейчас коносамент может охватывать перевозки не только морским или речным транспортом, но и те случаи, когда перевозки осуществляются разными видами транспорта. В этом случае коносамент называется сквозным.
Законодательно требования к оформлению и содержанию коносамента изложены в Кодексе торгового мореплавания Российской Федерации — России, Законе о перевозках грузов морем (англ. Carriage of Goods by Sea Act, COGSA) США, нескольких международных конвенциях — например, Конвенции 1924 года «Об унификации некоторых правил о коносаменте» (Гаагские правила, англ. Hague rules).

## Разновидности
Существует несколько разновидностей коносамента. Классическим является ордерный коносамент (to order bill of lading), в котором указывается «грузополучатель „ХХХ“ или по его приказу», что означает, что грузополучатель «ХХХ» может передать коносамент и соответственно право на груз другому лицу с помощью передаточной надписи — индоссамента — и вручения. Количество индоссаментов не ограничено. Это свойство коносамента в качестве товарораспорядительного документа широко применяется в международной торговле, позволяя перепродать груз во время его следования.
Кроме того, различают следующие виды коносаментов:
1. Бортовой (shipped). Когда судовладелец выдаёт бортовой коносамент, он признаёт, что груз погружен на борт судна.
2. Коносамент для погрузки на борт судна (received for shipment). Данный коносамент подтверждает, что товары приняты для погрузки, то есть доставлены под его охрану. После погрузки на борт судна судовладелец выдаёт бортовой коносамент либо связывает документ в порту отгрузки с названием судна, датой отгрузки, указав, что товары уже находятся на борту. При этом документ должен обладать теми же характеристиками, что и бортовой коносамент.
3. Чистый коносамент (clean bill of lading). Коносамент, в котором нет никаких дополнительных оговорок или пометок, прямо констатирующих дефектное состояние товара и/или его упаковки. Обычно в чистом коносаменте говорится, что полученные товары находятся во внешне (apparent) хорошем состоянии. Например, в международной банковской практике при аккредитивной форме расчёта, коносаменты по общему правилу должны быть чистыми, если только обратное специально не оговорено условиями документарного аккредитива.
4. Коносамент с оговоркой (claused) выдаётся тогда, когда капитан судна отмечает в нём обстоятельства, касающиеся видимых дефектов груза или его упаковки — то есть указывает на моменты несоответствия погрузочному ордеру. Принимается банком к оплате только тогда, когда в условиях оплаты (документарном аккредитиве) точно указаны, какие оговорки или пометки допускаются.
5. Оборотный (negotiable). Коносамент, который может передаваться от одного владельца к другому. В принципе все коносаменты предназначены для того, чтобы их можно было передавать от одного лица к другому. Различие существует лишь в способах этих передач.
6. Именной коносамент. Коносамент, в котором указана фамилия получателя груза и отсутствует указание на то, что груз может быть передан по его приказу. Такой коносамент называют ещё необоротным.
7. На предъявителя. Коносамент, который передаётся простым вручением. На практике коносаменты на предъявителя используются редко.
8. Линейный пароходный коносамент, иногда сокращённо называемый «S. S. Co’s bill of lading», должен содержать все существующие условия договора перевозки, и третье лицо (держатель коносамента) имеет возможность узнать о них из самого документа.
9. Чартерный (фрахтовый) коносамент. Документ, в который инкорпорируются путём ссылки отдельные пункты из условий договора перевозки (чартера). Данный документ в отличие от линейного пароходного коносамента нельзя считать документом, которым оформлен договор морской перевозки.
10. Сквозной коносамент (through bill of lading). Если морская перевозка составляет только часть общей перевозки или осуществляется двумя и более судоходными линиями, может оказаться, что отправителю удобнее получить сквозной коносамент, чем заключить договоры с несколькими перевозчиками. Грузоотправитель, выписывающий сквозной коносамент, имеет дело только с перевозчиком, который подписывает коносамент. Перевозчик предпринимает усилия по организации перегрузок с последующими перевозками. Он взимает за это дополнительную плату (фрахт). Товары считаются доставленными после передачи последующим перевозчиком товара против передачи получателем груза сквозного коносамента.

## Реквизиты коносамента
Основными реквизитами коносамента согласно Кодексу торгового мореплавания Российской Федерации являются:
- наименование судна (если груз принят к перевозке на определённом судне),
- наименование перевозчика и отправителя,
- наименование места приёма или погрузки груза,
- наименование места назначения груза (либо, при наличии чартера, место назначения или направления судна),
  - наименование получателя (именной коносамент) или указание, что коносамент выдан «приказу отправителя», либо
  - наименование получателя с указанием, что коносамент выдан «приказу получателя» (ордерный коносамент), или
  - указание, что коносамент выдан на предъявителя (коносамент на предъявителя);
- наименование груза, имеющейся на нём марки, число мест либо количество и/или мера (вес, объём),
- фрахт и другие причитающиеся перевозчику платежи,
- время и место выдачи коносамента, число составленных экземпляров коносамента,
- подпись капитана или иного представителя перевозчика.

Поскольку получатель груза не всегда осведомлён, на каких условиях осуществляется перевозка (например, при перепродаже груза), то все важные условия перевозки, как то: общая авария, ограничение ответственности перевозчика, ответственность перевозчика, арбитраж, применимое право и другие обязательно оговариваются в коносаменте.
Существуют типовые формы коносаментов в зависимости от рода груза, направлений перевозки.